# Северо-Западная Русь
Северо-Западная Русь — в исторической литературе название Новгородской и Псковской земли между XII и XVI веками, а также часть территории  Северо-Западного края  Наряду с Поднепровьем является древнейшим очагом русской государственности. Хотя население Северо-Западной Руси стало составной частью великороссов, оно долгое время сохраняло региональные языковые особенности и особенности в обычаях. Характерной чертой было также вечевое политическое устройство. Особую роль сыграло отсутствие в Северо-Западной Руси татаро-монгольских разрушений и власти Золотой Орды, а также участие в торговле и контакты с Западной Европой. На северо-западе Руси сформировались северные великороссы — одна из трёх крупных этнографических групп русского народа.